# استئصال الكاحل
استئصال الكاحل (بالإنجليزية: Astragalectomy or  talectomy)‏ هي عملية جراحية لإزالة عظم الكاحل (بالإنجليزية: astragalus)‏؛ من أجل تثبيت وتوطيد الكاحل.
تاريخيا، تم استخدام استئصال الكاحل في حالات إصابة الكاحل وجنف قفدي فحجي خلقي (حنف القدم)، لم تعد هذه العملية شائعة، ولكنها لا تزال تستخدم في حالات الإصابة العقبية المشوهة، وشلل القدم متبوعًا التهاب سنجابية النخاع (شلل الأطفال)، وتشوهات حنف القدم والتي تكون ثانوية بالنسبة تشقق العمود الفقري أو اعوجاج المفاصل واختصارها (آ ام سي)، يتم إجراء الجراحة أيضًا في الحالات الشديدة من الكسور المفتوحة المسحوقة أو المصابة.
عمومًا، تتضمن العملية الجراحية إجراء شق خلفي جانبي، وتجريد الأربطة من كل من الكعب وعظم العقعبي حتى يمكن إزاحة القدم إلى الخلف، ثم يتم استئصال عظم الكاحل، ويتم وضع القدم بحيث يقع الكعب مقابل المفصل العقبي النردي ،ويقع الكعب الانسي فوق العظم زورقي وخلفه مباشرة، يتم تثبيت القدم في مكانه باستخدام دبوس جراحي أو أسلاك كيرشنر، بعد العملية الجراحية، يرتدي المريض قالبًا فوق الركبة لمدة ستة أسابيع، يتبعه قالب أسفل الركبة لمدة ثمانية عشر أسبوعًا.